# Émile Gambogi
Pour les articles homonymes, voir Gambogi.
Émile Gambogi, né le 28 juillet 1819 à Naples et mort le 9 janvier 1895 à Neuilly-sur-Seine, est un peintre français.

## Biographie
Emilio Cominaci Giulio Gaspare Salvatore Gambogi nait de parents devenus français, à Naples, dans le quartier de Porto. Il est le fils de Charles Gambogi, musicien, et d'Anne Marie Joséphine Gagliano.
En 1848, il épouse à Toulouse l'artiste peintre Stéphanie Taillefer (1825-1911).
Il expose au Salon de 1853 à 1889.
En 1861, il devient membre de l'institut polytechnique universel de Paris.
Il meurt à son domicile à l'âge de 75 ans.